# Подстолиці (Вжесінський повіт)
Подстолиці (пол. Podstolice) — село в Польщі, у гміні Некля Вжесінського повіту Великопольського воєводства.
Населення — 363 особи (2011).
У 1975-1998 роках село належало до Познанського воєводства.

## Демографія
Демографічна структура станом на 31 березня 2011 року:
|          | Загалом | Допрацездатний вік | Працездатний вік | Постпрацездатний вік |
| -------- | ------- | ------------------ | ---------------- | -------------------- |
| Чоловіки | 171     | 31                 | 125              | 15                   |
| Жінки    | 192     | 39                 | 114              | 39                   |
| Разом    | 363     | 70                 | 239              | 54                   |